# Jesse González
José Luis González Gudina mais conhecido como Jesse González (Edenton, 25 de maio de 1995) é um futebolista norte-americano que atua como goleiro no futebol da Guatemala, no Antigua GFC

## Carreira
Jesse González produziu boa parte da carreira no FC Dallas, alternando reserva e titularidade. Sua carreira na MLS acabou em 6 de junho de 2020, quando foi suspenso por alegações e denuncias de violência domestica, e em agosto teve seu contrato rescindido de forma amigável pelo FC Dallas.

## Seleção nacional
González integrou a Seleção Estadunidense de Futebol na Copa Ouro da CONCACAF de 2017.

## Títulos
Seleção Estadunidense
- Copa Ouro da CONCACAF de 2017